# Equilin
Equilin ist ein Steroidhormon aus der Gruppe der Estrogene, das bei Pferden vorkommt.

## Vorkommen und Entdeckung

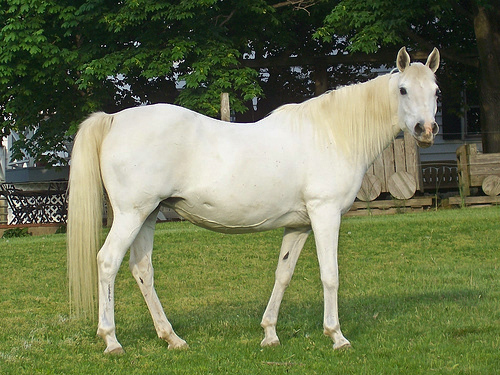
Equilin ist ein Pferdehormon

Equilin ist ein Estrogen trächtiger Pferdestuten und wurde 1932 zum ersten Mal aus deren Urin isoliert.

## Eigenschaften und Reaktionen
Equilin kristallisiert in farblosen Plättchen im orthorhombischen Kristallsystem in der Raumgruppe P212121 (Raumgruppen-Nr. 19) mit den Gitterparametern a = 6,5429 Å; b = 9,0345 Å und c = 23,894 Å sowie 4 Formeleinheiten pro Elementarzelle. Durch bestimmte Enzyme kann Equilin zu Equilenin dehydriert werden. Auch die Dehydrierung zu Equilenin unter Palladiumkatalyse ist möglich.

## Verwendung
Das Sulfat des Equilins ist ein konjugiertes equines Estrogen und ein Hauptbestandteil von Premarin, das in der Hormonersatztherapie verwendet wird.